# Resolució 311 del Consell de Seguretat de les Nacions Unides
La Resolució 311 del Consell de Seguretat de les Nacions Unides, aprovada el 4 de febrer de 1972 després de reafirmar les resolucions prèvies sobre el tema i assenyalar el continuat desenvolupament militar de Sud-àfrica, el Consell va condemnar la política d'apartheid i va reconèixer la legitimitat de la lluita del poble oprimit de Sud-àfrica.
El Consell va fer una crida urgent al govern de Sud-àfrica per alliberar a totes les persones empresonades a conseqüència de l'apartheid i va demanar a tots els estats que observessin estrictament l'embargament d'armes. El Consell va acabar demanant als governs i als individus que contribuïssin generosament i regularment als fons de les Nacions Unides per a fins humanitaris i de capacitació per al poble de Sud-àfrica i que decidissin examinar els mètodes per resoldre la situació actual.
La resolució va ser aprovada per 14 vots contra cap; França es va abstenir de votar.